# Creazzo
Creazzo är en ort och kommun i provinsen Vicenza i regionen Veneto i Italien. Kommunen hade 11 362 invånare (2018).